# Michael Tien

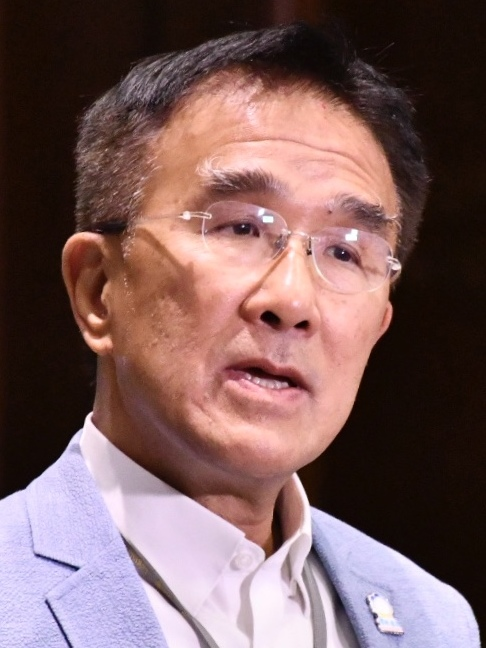
Michael Tien im Mai 2019

Michael Tien Puk-sun (chinesisch 田北辰, Pinyin Tián Běichén, Jyutping Tin4 Bak1san4, kantonesisch Tien Puk-sun, * 25. August 1950 in Hongkong) ist ein chinesischer Unternehmer und Politiker des Pro-Peking-Lagers in Hongkong. Seit dem 1. Oktober 2012 vertritt er den Wahlbezirk New Territories West im Hongkonger Legislativrat.

## Werdegang
Michael Tien wurde in Hongkong geboren und besuchte dort die Diocesan Boys’ School, bevor er nach Massachusetts an die Worcester Academy wechselte. Sein Studium setzte er in den Vereinigten Staaten fort. Tien studierte zuerst an der Cornell University in Ithaca, New York. Dort erwarb er einen Bachelor of Science in Elektrotechnik. Später schloss einen Masterstudiengang an der Harvard Business School in Firmenverwaltung ab.
Tien gründete im Jahr 1980 die Modekette G2000. Von Dezember 2001 bis Dezember 2007 war Tien Präsident der Kowloon-Canton Railway Corporation. 

### Politische Karriere
2008 trat Tien der Liberal Party bei. Er verließ die Partei Ende 2010 und gründete gemeinsam mit Regina Ip im Januar 2011 die New People’s Party. Bei den Wahlen zum Hongkonger Legislativrat 2012 wurde Tien für den Wahlkreis New Territories West in den Hongkonger Legislativrat gewählt. Tien stieg in der Partei zum stellvertretenden Vorsitzenden auf. Bei der Wahl zum Chief Executive of Hong Kong 2017 unterstützte er Regina Ips Kandidatur. Als diese sich aus dem Rennen mangels ausreichender Unterstützung zurückzog, unterstützte er Joseph Tsang und wenig später die schließliche Gewinnerin der Wahl Carrie Lam.
Trotz seiner pro-chinesischen Haltung, welche als moderat gilt, verließ er die New People’s Party im April 2017, da er der Partei eine zu enge Bindung an die Volksrepublik China vorwarf. So soll bei der Gründung der NPP vereinbart worden sein, dass zu Parteiveranstaltungen keine staatliche Repräsentanten aus der Volksrepublik China eingeladen werden sollten. Ips Partei hat sich jedoch laut Tien nicht an diese Vereinbarungen gehalten. Daraufhin gründete er seine eigene Partei Roundtable, da er angab es sei nötig eine gewisse Distanz zu der Regierung in Peking zu wahren.
Bei den Kommunalwahlen in Hongkong 2019, welche in einem Erdrutschsieg für das Pro-Demokratie-Lager endete, verlor Tien seinen Sitz im Wahlkreis Discovery Park in der Bezirksvertretung des Stadtteils Tsuen Wan an den pro-demokratischen Politiker Lau Cheuk Yu.